# Андрія Штампар
Андрія Штампар (1 вересня 1888 року — 26 червня 1958 року) — видатний вчений у галузі соціальної медицини з Хорватії.

## Біографія
Андрія Штампар народився 1 вересня 1888 року у Бродському Дреноваці (частина Плетерниці), на той час в складі Австро-Угорської імперії, в сучасній Пожезько-Славонській жупанії. З 1898 по 1906 рік він відвідував гімназію у Вінківцях. Навчаючись у середній школі Штампар написав свою першу літературну спробу, опубліковану в періодичному виданні «Побратім» у 1902 році. У 1906 році вступив до медичної школи у Відні, яка на той час була найважливішим медичним центром у світі. Будучи студентом-медиком, він ініціював редагування медичних праць і писав памфлети та статті з метою навчити людей опікуватися питанням здоров'я. 23 грудня 1911 року йому було присвоєно звання доктора загальної медицини.

## Кар'єра
1 січня 1912 р. доктор Штампар почав працювати в міській лікарні в Карловаці і пробув на цій посаді до 8 серпня 1913 р. Він вступив до Хорватської медичної асоціації, організації лікарів, і опублікував у фаховому журналі кілька статей.
Указом Жупана (префекта) Пожезького округу був призначений окружним санітаром Нової Градішки у 1913 році. У 1919 році він взяв участь у Конгресі міжсоюзних країн із соціальної гігієни в Парижі.
У 31 рік його було призначено директором Департаменту охорони здоров'я в Белграді. Завдяки зусиллям Штампара було засновано спеціальний Інститут соціальної медицини Загреба. З 1924 року він був членом кількох міжнародних експертних комітетів, які отримували гранти від Фонду Рокфеллера.
У1931 році він був внесений до списку відставних за указом короля і вступив в особистий конфлікт з королем Олександром через відмову увійти до складу уряду.

## Міжнародна діяльність
З 1931 по 1933 рік Штампар постійно працював експертом Організації охорони здоров'я Ліги Націй. З жовтня 1931 року по січень 1932 року він перебував у США та Канаді як гість Фонду Рокфеллера. Ліга Націй доручила йому ознайомитись з роботою спеціального Американського комітету, який займався витратами на медичне обслуговування.
Організація охорони здоров'я направила його радником для допомоги китайському управлінню охороною здоров'я в боротьбі з масовими інфекційними хворобами, які з'явилися після руйнівної повені в 1931 році. У 1936 році він отримав пропозицію від генерального секретаря Ліги Націй на посаду експерта в Організації охорони здоров'я в Женеві. У 1938 році отримав запрошення від Гарвардського університету в Бостоні, де прочитав лекцію. Після Бостона він гастролював у значній частині Північної Америки та читав лекції з гігієни та соціальної медицини в ряді університетів.
Перша Всесвітня асамблея охорони здоров'я була скликана з ратифікацією Конституції ВООЗ. Це було засідання з 24 червня по 24 липня 1948 року. У Женеві Штампар був одноголосно обраний першим президентом зборів. На 8-й черговій сесії ВООЗ у Мехіко, в 1955 році, Штампар був нагороджений премією та медаллю Фонду Леона Бернарда, найвищою міжнародною нагородою за заслуги в галузі соціальної медицини.

## Загреб
Андрія Штампар заснував Школу громадського здоров'я в Загребі в 1927 р.
Указом від 5 березня 1939 р., через вісім років після обрання його професором гігієни та соціальної медицини в Загребі, він нарешті став професором Загребського університету. Обраний радою медичного училища в Загребі, Штемпар став деканом школи у 1940/41 навчальному році.
На третій день окупації Загреба Штампара заарештувала поліція Усташі. Звільнений, він був знову заарештований німецькою поліцією та відправлений до Граца, де був ув'язнений та інтернований до приходу Радянської Червоної Армії. Повернувшись у травні 1945 року, він відновив свою посаду професора гігієни та соціальної медицини в медичній школі і став керівником Школи громадського здоров'я в Загребі.
Штампар був ректором Загребського університету в 1945/46 навчальному році. У 1952 році він був знову обраний деканом університету на 5 років поспіль. Він також відіграв важливу роль у заснуванні медичної школи в Рієці в 1955 році.